# Запольский, Николай Никитич
Никола́й Ники́тич Запо́льский (1842—1894) — русский педагог.

## Биография
Родился 16 (28) марта 1842 года в Якутске в семье священника Никиты Запольского; образование получил в Иркутской духовной семинарии и Санкт-Петербургской духовной академии (1863—1867), затем поступил на Педагогические курсы при 2-й военной гимназии. По окончании курсов в 1869 году был оставлен при гимназии преподавателем русского языка и словесности. Вскоре был командирован за границу для ознакомления со школьным делом на Западе, а с 1873 года состоял уже руководителем молодых кандидатов-педагогов на курсах по русскому языку и словесности.
Много работал в Педагогическом обществе при гимназии, но тяжёлая болезнь (воспаление оболочек спинного мозга) заставила его в начале 1880-х годов выйти в отставку.
Сотрудничал в журналах: «Педагогический сборник», «Женское образование», «Народная школа», «Педагогический музей», «Журнал Министерства народного просвещения» и др., подписывая свои статьи или полною фамилией, или инициалами и псевдонимами: Н. Горизонтов и Н. Изгоев. 
Его статьи касались как толкования произведений русских и иностранных писателей, так и педагогических вопросов («О ручном труде», «О медицине и педагогике», «О детских играх», «Историко-статистический очерк общего и специального образования в России» и др.). Также делал переводы: Практическая логика / Соч. д-ра Фридриха Диттеса, дир. Учит. семинарии в Вене; Пер. с нем. 2-го изд. Н. Н. Запольского. — СПб.: Д. Е. Кожанчиков, 1873. — [2], X, 118 с.; Методика первоначального обучения, изложенная на основании исторического ее развития / Д-р Фридрих Диттес; Пер., со 2-го нем. изд., с изм. и доп., под ред. Н. Н. Запольского и А. П. Кирпотенко. — СПб.: тип. Цедербаума и Гольденблюма, 1876. — 368 с.
Умер 12 (24) октября 1894 года. Похоронен на Смоленском православном кладбище.
Был женат на Софье Васильевне Кочуровой. В августе 1871 года у них родилась дочь Любовь, ставшая одной из первых женщин-математиков в России.